# Larca granualata
Larca granualata es una especie de arácnido del orden Pseudoscorpionida de la familia Larcidae.

## Distribución geográfica
Se encuentra en el este de Estados Unidos.